# Урочище «Гуліне»
Уро́чище «Гу́ліне» — комплексна пам'ятка природи загальнодержавного значення в Україні. Розташована в межах Корюківського району Чернігівської області, на північний захід від села Шишківка. 
Площа 100 га. Статус присвоєно згідно з Постановою Ради Міністрів УРСР № 780-р від 14.10.1975 року. Перебуває у віданні Холминського лісгоспзагу (Перелюбське л-во, кв. 1-6). 
Охороняються цінні лісові насадження природного походження на березі річки Снові з окремими куртинами дубів і сосен. У трав'яному покриві — рідкісні рослини, занесені до Червоної книги України. 
Має водорегулююче та ґрунтозахисне значення.